# 5分で解けるトリックストーリー
『5分で解けるトリックストーリー』（ごふんでとけるトリックストーリー）は、2004年4月9日と2004年9月21日にTBS系列で放送されたクイズ番組である。

## 概要
番組のCGキャラクター「一休（ひとやすみ）探偵」が主人公の、5分間のストーリーで構成されている推理クイズを出題する。

## 出演者
「春の名探偵スペシャルクイズ!5分で解けるトリックストーリー」を「I」、「推理サスペンスクイズ決定版!!5分で解けるトリックストーリーII」を「II」と表記する。

### 司会
- 松岡昌宏（TOKIO） (I、II)
- 海保知里（TBSアナウンサー）(I)
- 小倉弘子（TBSアナウンサー） (II)
- 一休（声：いとうせいこう） (I、II)

### 解答者
- 久本雅美 (I、II)
- 蛍原徹（雨上がり決死隊）(I)
- 伊東美咲(I)
- 中尾彬(I)
- 小池栄子(I)
- 高木美保 (II)
- うつみ宮土理 (II)
- ユンソナ (II)
- 勝俣州和 (II)
- 橋下徹 (II)
- 黒沢年雄 (II)
- よゐこ (II)
- ラサール石井 (II)

ほか

### ナレーター
- 佐藤アサト (I、II)

### ドラマ出演者
- 一休（声：いとうせいこう） (I、II)
- 松岡昌宏（TOKIO） (I、II)
- 「見てしまったベルボーイ」 (I)
  - そのまんま東
  - さとう珠緒
- 「ゲンコツ山の古狸事件」 (I)
  - 中山エミリ
- 「偽りのアリバイ」 (I)
  - 宇梶剛士
- 「超能力を使う男」 (I)
  - 石田純一
- 「謎のマンション」 (I)
  - モト冬樹
- 「呪われた地下室」 (I)
  - 小沢真珠
- 「そして誰もがいなくなった」 (I)
  - 根本はるみ
- 「あいうえお殺人事件」 (II)
  - 岡田眞澄
  - 森下千里
  - 若槻千夏
- 「完全犯罪はOK牧場」 (II)
  - ガッツ石松
  - はなわ
- 「Mr.マリック vs 一休探偵」 (II)
  - Mr.マリック
- 「超能力を使う男2」 (II)
  - 石田純一
- 「密室殺人にほえろ!」 (II)
  - 柳沢慎吾